# Ди Лоренцо, Аннека
Аннека Ди Лоренцо (англ. Anneka Di Lorenzo), позднее Аннека Васта, (англ. Anneka Vasta), урождённая Марджори Ли Торесон (англ. Marjorie Lee Thoreson; род. 6 сентября 1952 года, Сент-Пол, Миннесота, США — 4 января 2011 года, Кэмп-Пендлтон, Калифорния, США) — американская актриса эксплуатационного кино и фотомодель.

## Ранняя жизнь
Марджори Ли Торесон родилась в Сент-Поле, штат Миннесота. После развода родителей в 1965 году она сбежала в Лос-Анджелес, где работала секретарём, официанткой в коктейль-баре и танцовщицей топлес. В этот период она использовала различные псевдонимы. В подростковом возрасте под именем Присцилла Шаттерс она была осуждена за такие преступления, как угон автомобиля, хранение слезоточивого оружия и подделка чеков.

## Карьера
В возрасте 17 лет она снялась обнажённой в журнале Pix («журнал для мужчин, которым нравятся экшн-сцены», апрель 1970 года) под псевдонимом Конни Стодтман. В 1972 году она побеждала в конкурсах красоты под именами Сьюзан, а затем Аннека Штайнберг. В 1973 году она начала модельную карьеру для журнала Penthouse под псевдонимом Аннека Ди Лоренцо, став «Питомцем месяца» в 1973 году и «Питомцем года» в 1975 году. Издатель журнала Боб Гуччионе также предложил ей роль Мессалины в фильме «Калигула», который снимался в Риме в 1976 году. Ди Лоренцо снялась в нескольких сценах без цензуры, режиссёром которых был Гуччионе, вопреки желанию режиссёра Тинто Брасса. Поскольку постпродакшн фильма «Калигула» занял более двух лет, его декорации и костюмы были использованы для создания итальянского комедийного фильма «Мессалина, Мессалина!» (1977), в котором Ди Лоренцо повторила свою роль Мессалины, на этот раз в качестве главной женской героини. Среди других фильмов, в которых она снималась, были эксплуатационные фильмы 1974 года «Девушки с разворотов», «Мамины грязные девочки» и «Отряд насилия», а позже она сыграла небольшую роль медсестры в фильме Брайана де Пальмы «Бритва» 1980 года. Однако после выхода «Калигулы» в 1979 году её участие в хардкорных сексуальных сценах затруднило её работу в мейнстримных фильмах. Позже она заявила, что употребляла наркотики и алкоголь, чтобы справиться со съёмками этих сцен. В 1981 году она поссорилась с Гуччионе и в конечном итоге подала на него иск о сексуальных домогательствах, утверждая, что он принуждал её к сексу с его деловыми партнёрами. Хотя в итоге она получила компенсацию в размере 4 миллионов долларов, она потеряла её в ходе апелляции.

## Последующая жизнь и смерть
После завершения своей гламурной карьеры Ди Лоренцо ушла из поля общественного внимания, занимаясь различными работами, а затем обучаясь на инструктора по йоге. В 2000 году она совместно с Филиппом Вастой открыла филиал компании The Forever Young Experience Inc. под именем Анника Торесон. Позже она вышла замуж за Васту, но их брак и последующие деловые начинания потерпели неудачу, и к 2010 году она жила с одной из своих сестёр.
В январе 2011 года бегуны обнаружили тело Ди Лоренцо с переломами шеи и спины на пляже Кэмп-Пендлтон. Обстоятельства её смерти вызвали предположения о самоубийстве или убийстве.

## Фильмография
| Год  | Название               | Роль      | Примечания                 |
| ---- | ---------------------- | --------- | -------------------------- |
| 1974 | Девушки с разворотов   | Пам       | Фрагмент: «Третья история» |
| 1974 | Мамины грязные девочки | Чарити    |                            |
| 1974 | Отряд насилия          | Крис      |                            |
| 1977 | Мессалина, Мессалина!  | Мессалина |                            |
| 1979 | Калигула               | Мессалина |                            |
| 1980 | Бритва                 | Медсестра | Последняя роль в фильме    |